# Эйтель Фридрих I Гогенцоллерн
Эйтель Фридрих I Гогенцоллерн (ок. 1384—1439) — немецкий дворянин из швабской линии Гогенцоллернов, граф фон Цоллерн (1401—1433).

## Биография
Второй сын графа Фридриха XI Гогенцоллерна (ум. 1401) и графини Адельгейды фон Фюрстенберг (ум. 1413).
В ноябре 1401 года после смерти Фридриха XI Гогенцоллерна графство было разделено между его сыновьями Фридрихом XII (ум. 1443) и Эйтелем Фридрихом I. Братья постоянно враждовали между собой из-за отцовского наследства.
В 1418 году имперский суд в Ротвайле вынес решение в пользу Эйтеля Фридриха. На его брата Фридриха была наложена имперская опала. После бегства старшего брата Эйтель Фридрих стал единовластным правителем в графстве.
В 1422 году Эйтель Фридрих при помощи швабского городского союза и графства Вюртемберг осадил своего брата Фридриха в замке Гогенцоллерн. После десятимесячной осады Фридрих XII вынужден был сдаться. Германский император Сигизмунд Люксембург приказал разрушить замок и запретил Фридриху его восстанавливать. В том же 1423 году графство Цоллерн перешло к графу Вюртемберг. В 1426 году братья примирились и разделили между собой отцовские земли. В 1428/1429 году граф Фридрих XII был взят в плен графиней Генриеттой Вюртембергской (ум. 1444). С этого времени его младший брат Эйтель Фридрих стал единоличным правителем графства. После смерти графа Эйтеля Фридриха в 1439 году его брат Фридрих XII, освобожденный из плена в 1440 году, вернулся к управлению графства, но умер в 1443 году.

## Брак и дети
В 1432 году Эйтель Фридрих I женился на Урсуле фон Рецюнс (ум. 17 февраля 1477), дочери и наследнице Георга Бруно фон Рецюнса. Их дети:
- Йобст Николаус (1433 — 9 февраля 1488), граф Гогенцоллерн, с 1448 года женат на графине Агнессе фон Верденберг-Хайлингберг (1434—1467)
- Генрих (1434/1438 — 1458)
- Адельгейда (ум. 8 февраля 1502), аббатиса в Оберстенфельде

Вторично Урсула, вдова Эйтеля Фридриха, вышла замуж за Зигмунда фон Хоненберга (ум. до 1440). После долгих наследственных споров графы Гогенцоллерны унаследовали в 1461 году земли рода Рецюнс (в кантоне Граубюнден, Швейцария).